# Blehen
Blehen is een klein dorp in de Belgische provincie Luik en een deelgemeente van de stad Hannuit. Het was een zelfstandige gemeente tot het bij de fusie van 1971 toegevoegd werd aan de gemeente Hannuit.
Blehen ligt ten zuidoosten van de stadskern van Hannuit. De dorpskern van Blehen ligt dicht tegen deze van het grotere Lens-Saint-Remy aan. Blehen is een landbouwdorp in Droog-Haspengouw. Er is vooral graanteelt, suikerbietenteelt en fruitteelt.

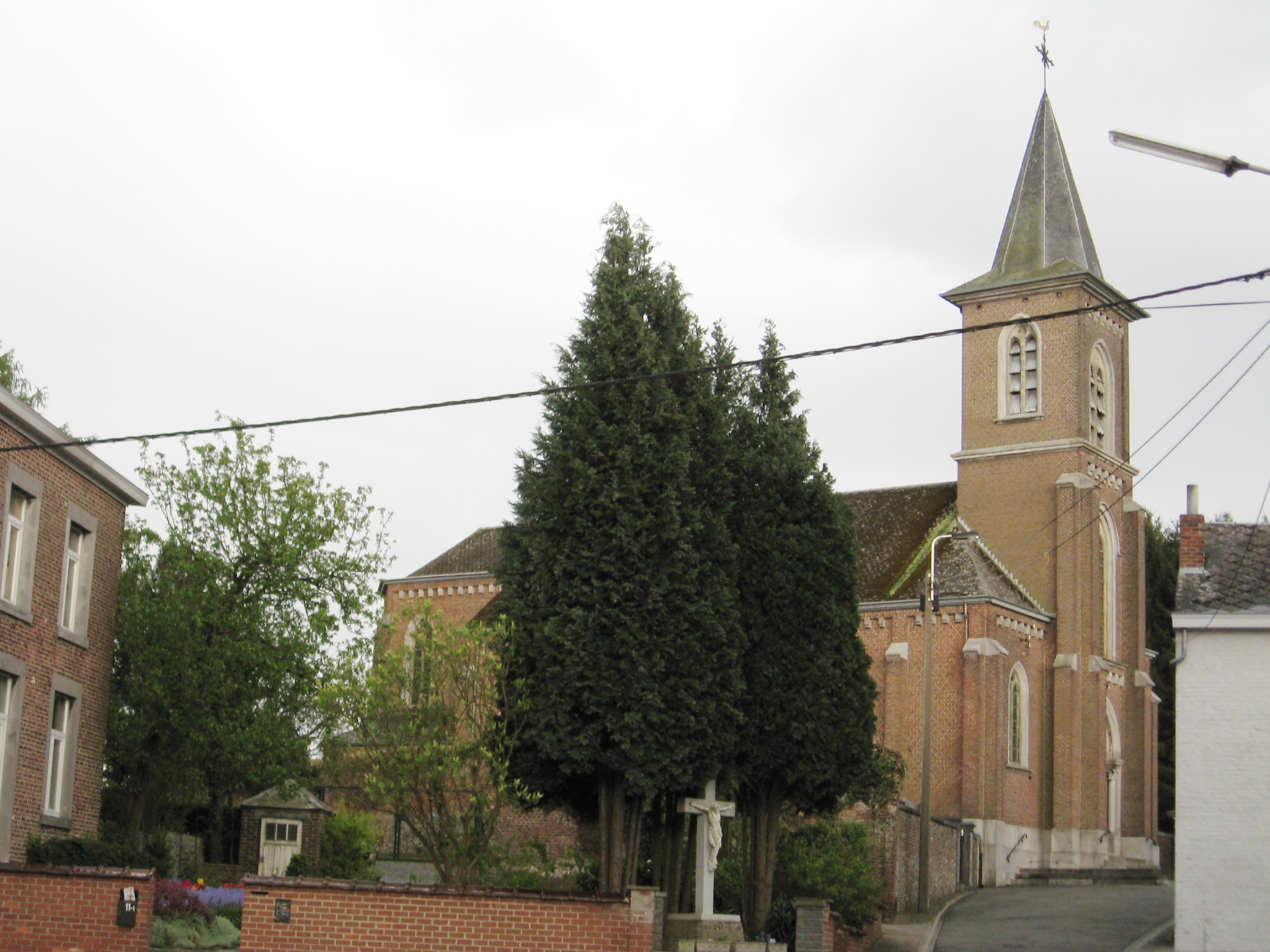
De Sint-Pieter en Pauluskerk

## Geschiedenis
In de 9de eeuw was Blehen een heerlijkheid in het Graafschap Avernas dat later zou opgenomen worden in het prinsbisdom Luik. Blehen was dus een Luikse enclave in het hertogdom Brabant. Het dorp was in het bezit van het kapittel van Sint-Pieter te Luik.
Bij het ontstaan van de gemeenten in 1795 werd Blehen een zelfstandige gemeente. In 1822 werd de gemeente reeds opgeheven en bij Lens-Saint-Remy gevoegd. In 1896 werd Blehen opnieuw een zelfstandige gemeente en zou dit blijven tot in 1971 toen het bij Hannuit werd gevoegd.

## Bezienswaardigheden
- De Sint-Donatuskapel (Chapelle Saint-Donat) uit 1755 ligt op een heuvel. De kapel werd in 1979 beschermd als monument. Ook de omgeving van de kapel met de Tumulus van Blehen werd op dat moment beschermd als landschap.
- De neogotische Sint-Pieters en Pauluskerk (Église Saints-Pierre-et-Paul) uit 1870 werd gebouwd op de grondvesten van de oude kerk. Het koor heeft muurschilderingen van omstreeks 1900.
- Het Kasteel van Blehen uit de 2e helft van de 18de eeuw, gelegen in een park.
- Het Château de Herzée uit 1716.
- De Tumulus van Blehen die uit de Romeinse tijd stamt.

## Natuur en landschap
De hoogte aan de kerk bedraagt 142 meter.

## Demografische ontwikkeling
- Bronnen:NIS, Opm:1831 tot en met 1961=volkstellingen

## Galerie

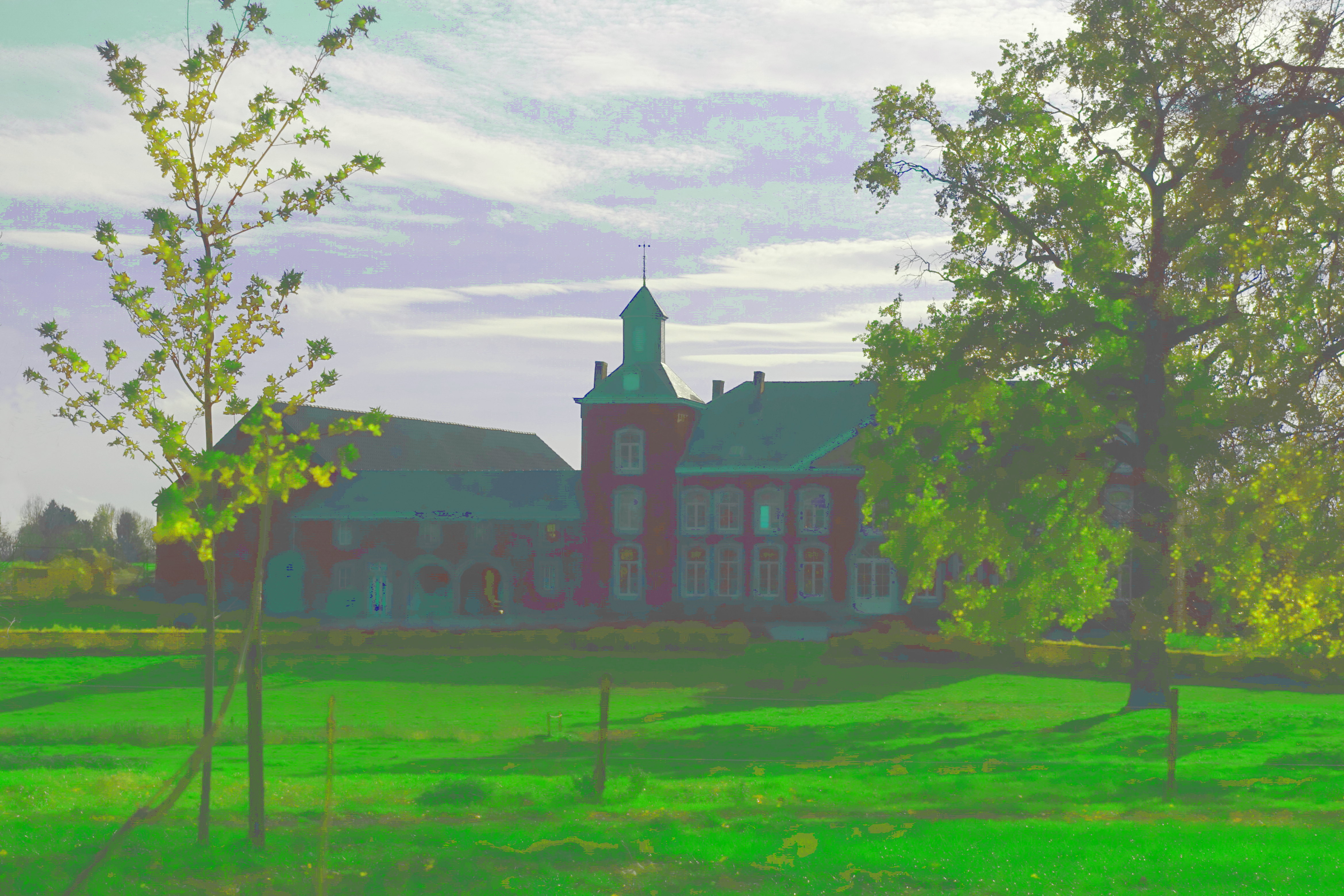
Impressie van het kasteel van Blehen
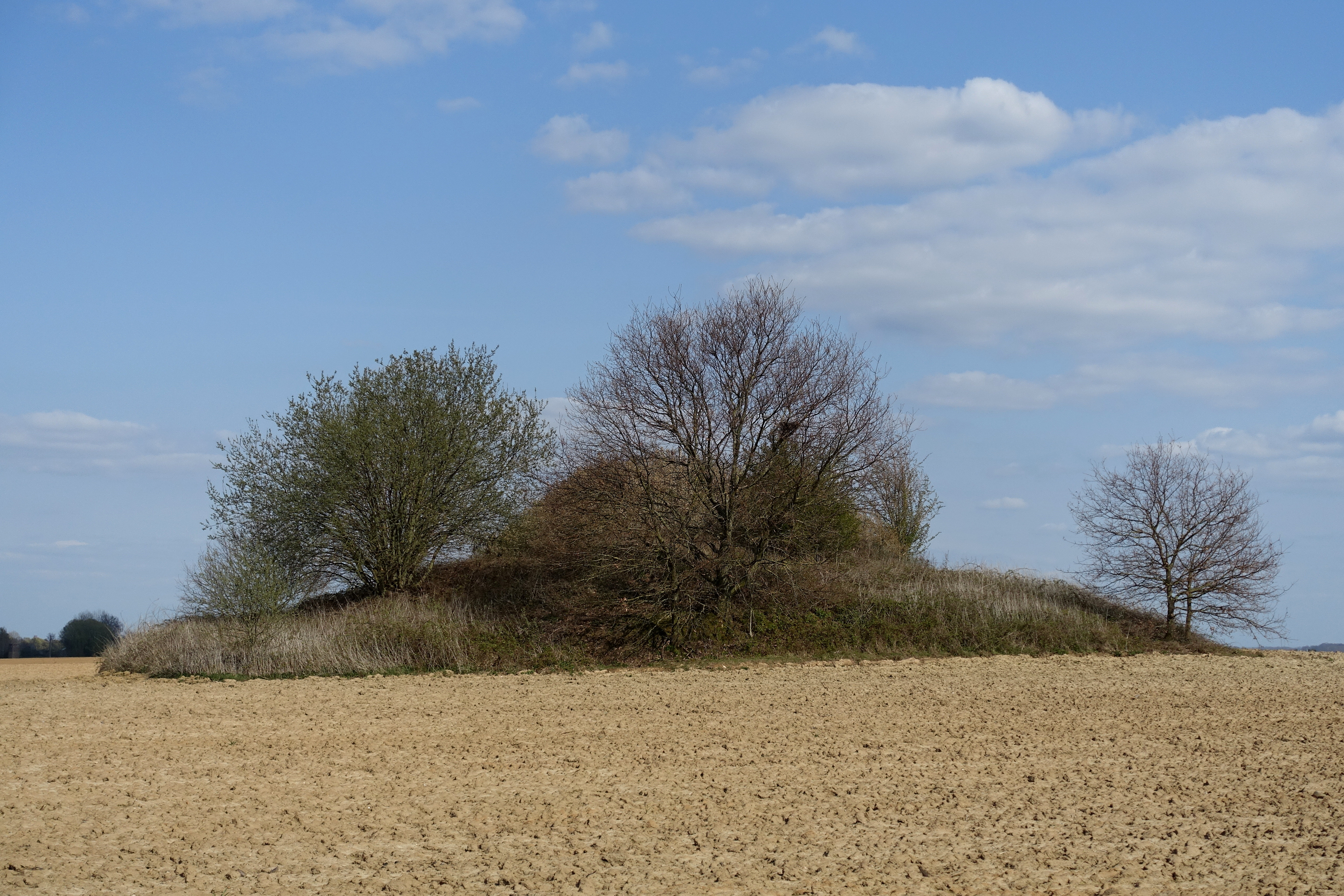
Tumulus van Blehen
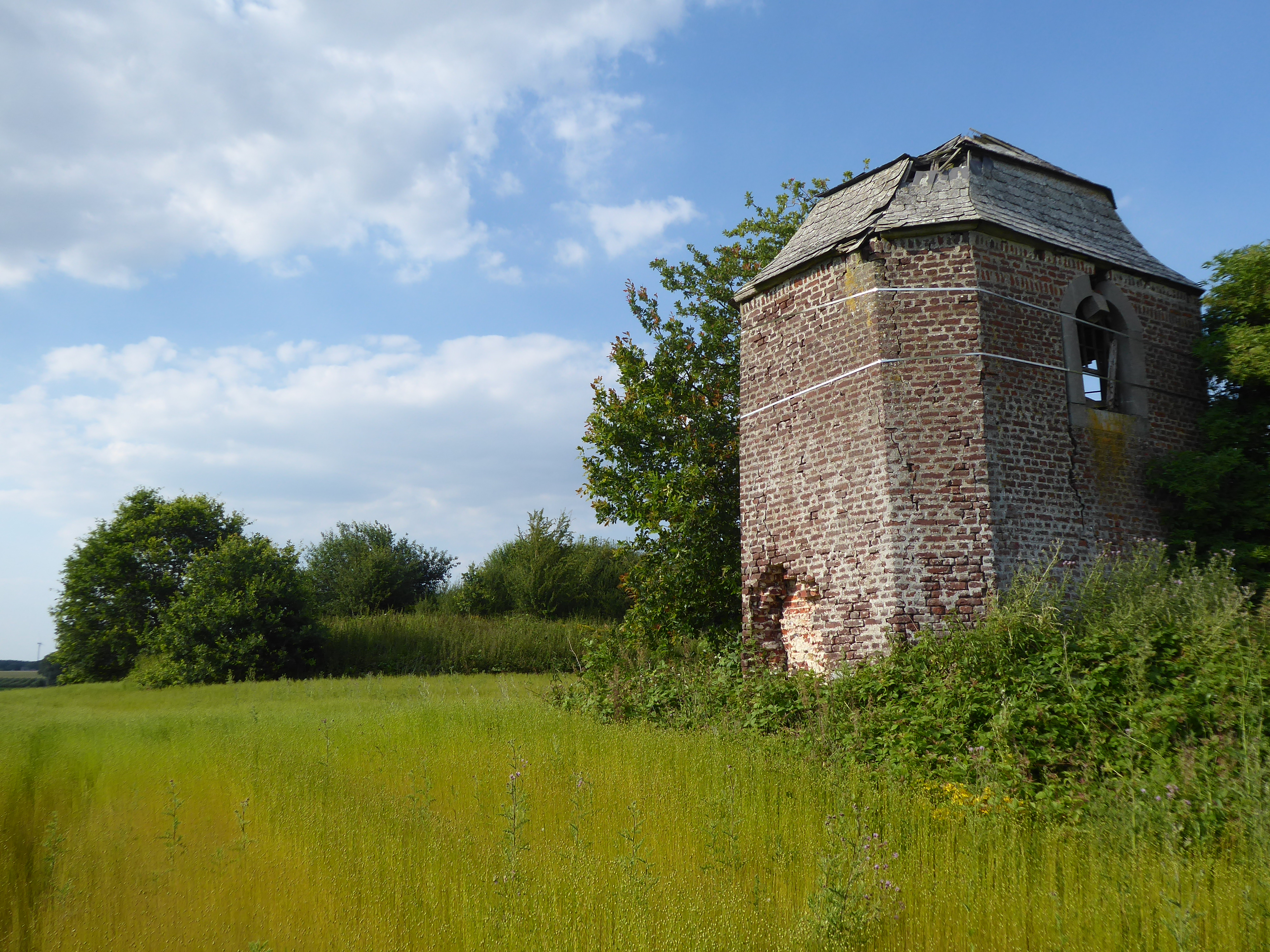
Kapel Sint-Donatus naast de tumulus

## Afkomstig van Blehen
- Wilhelmus Delvaux (1681-1761), bisschop van Ieper (1732-1761)
- Jean Antoine de Collaert (1761-1816), luitenant-generaal in het Nederlandse leger. Hij ligt begraven in de Sint-Donatuskapel.

## Nabijgelegen kernen
Lens-Saint-Remy, Lens-Saint-Servais, Abolens, Poucet, Hannut
Deelgemeenten: Abolens · Avernas-le-Bauduin · Avin · Bertrée · Blehen · Cras-Avernas · Crehen · Grand-Hallet · Hannuit · Lens-Saint-Remy · Merdorp · Moxhe · Petit-Hallet · Poucet · Thisnes · Truielingen · Villers-le-Peuplier · Wansin

Belgische gemeenten · arrondissement Borgworm · provincie Luik · Wallonië